# دمیرار
دمیرار (به لاتین: Demirar) یک منطقهٔ مسکونی در روسیه است که در شهرستان دوکوزپارینسکی واقع شده‌است.